# Cattedrali a Malta
Questa è una lista delle cattedrali a Malta.

## Cattedrali cattoliche
| Cattedrale                                                 | Arcidiocesi o Diocesi | Località    | Dedicazione                    | Note          | Immagine |
| ---------------------------------------------------------- | --------------------- | ----------- | ------------------------------ | ------------- | -------- |
| Concattedrale di La Valletta Kon-Katidral ta' San Ġwann    | Malta                 | La Valletta | San Giovanni Battista          | concattedrale |          |
| Cattedrale di Medina Katidral Metropolitan ta' San Pawl    | Malta                 | Medina      | San Paolo                      | cattedrale    |          |
| Cattedrale di Rabat Katidral tal-Assunta tal-Verġni Marija | Gozo                  | Rabat       | Assunzione della Vergine Maria | cattedrale    |          |

## Cattedrali anglicane
| Cattedrale              | Diocesi              | Città       | Dedicazione | Note           | Immagine |
| ----------------------- | -------------------- | ----------- | ----------- | -------------- | -------- |
| Cattedrale di San Paolo | Gibilterra in Europa | La Valletta | San Paolo   | Pro-Cattedrale |          |